# Gimme Shelter (chanson)
Pour les articles homonymes, voir Gimme et Gimme Shelter.
Pistes de Let It Bleed
Love in Vain
Gimme Shelter est une chanson du groupe de rock britannique The Rolling Stones sortie en 1969. Les paroles sont écrites par le chanteur du groupe, Mick Jagger, tandis que la musique, par le guitariste Keith Richards. La chanson est enregistrée entre février et mars 1969 à Londres, en Angleterre, produit par l'Américain Jimmy Miller, producteur de l'album précédent, Beggars Banquet (1968). Plus tard, la contribution de la chanteuse de soul et de gospel Merry Clayton s'est ajoutée. La chanson est publiée pour la première fois le 5 décembre 1969 en ouverture de l'album acclamé par la critique Let It Bleed.
Cette chanson évoque la guerre, le meurtre et le viol, qui sont « une étincelle à portée de tir », rendant possible une allusion aux horreurs de la guerre du Vietnam qui pourraient s’étendre et nous toucher. Bien qu'il ne soit jamais sorti en single, le morceau est devenu un favori du public et un standard en concert depuis son apparition. Il est considéré par la critique comme l'un des meilleurs enregistrements du groupe et l'un des meilleurs de l'histoire du rock. En 2021, le magazine américain Rolling Stone classe la chanson en 13e position dans sa liste des « 500 plus grandes chansons de tous les temps ».

## Enregistrement
L'enregistrement de la chanson a eu lieu aux studios Olympic à Londres, en Angleterre, entre février et mars 1969, produit par Jimmy Miller et enregistré par Glyn Johns. 
Nicky Hopkins joue du piano et le producteur du groupe, Jimmy Miller, joue des percussions. Keith Richards assure toutes les parties de guitare, incluant le solo, Charlie Watts est à la batterie, Bill Wyman à la basse, Jagger à l'harmonica et au chant. Brian Jones est absent lors de ces sessions qui débutent avant son décès et s'achèvent après. Il existe une version inédite où seul Keith Richards chante.
Les parties de chant de Merry Clayton, une chanteuse de gospel, sont enregistrées plus tard à Los Angeles, aux studios Sunset Sound et Elektra, en octobre et novembre de la même année. L'implication de Clayton est l'idée du producteur.

## Analyse artistique
Gimme Shelter est issue d'un travail commun de Mick Jagger et Keith Richards. Richards a travaillé sur la mélodie d'introduction de la chanson à Londres pendant que Jagger tourne dans le film Performance. La chanson se présente sous la forme d'un rock trépidant à mi-tempo mi rapide. La chanson débute avec la guitare rythmique de Richards, suivie par la voix de Jagger. En parlant de l'enregistrement de l'album, Jagger a déclaré en 1995 : « Eh bien, c'est une époque très dure, très violente. La guerre du Viêt Nam. Violence sur les écrans, pillages et incendies. Et le Viêt Nam n'était pas la guerre au sens conventionnel du terme... » Il conclut sur la chanson elle-même : « C'est une sorte de chanson de fin du monde, vraiment. C'est l'apocalypse ; tout le disque est comme ça ».
Les paroles de la chanson évoquent la recherche d'un abri (Shelter) face à la tempête à venir, dépeignant des images de dévastation et d'apocalypse sociale, mais insistant également sur le pouvoir de l'amour.
La seconde voix est celle de la choriste Merry Clayton. Dans son livre According to... The Rolling Stones (2003), Mick Jagger indique à ce sujet qu'il s'agissait d'une idée de leur producteur. Accompagnant Jagger sur les refrains, Merry Clayton chante seule après un solo de Richards, répétant «Rape, murder, it’s just a shot away (Viol, meurtre, à portée de tir) ». Sur la fin de la chanson, Jagger et elle chantent « Love, sister, it's just a kiss away (Mon amour, ma sœur, c'est juste un baiser) ». Il s'agit de l'une des contributions les plus importantes faites par une chanteuse à une chanson des Rolling Stones.
La chanson commence par le thème d'ouverture de Richards, grattant sur une guitare F-Hole, électro-acoustique australienne, une copie très similaire à la Gibson que le chanteur de rock 'n' roll américain Chuck Berry, l'une des idoles de Richards, utilisait. Cela donne une aura sombre à la chanson sans précédent dans le vaste répertoire du groupe. Après le deuxième couplet de la chanson, la chanteuse Merry Clayton interprète d'une voix déchirante : « Viol, assassinat, c'est juste à un coup de feu. », se cassant la voix deux fois. Jagger et les autres dans le studio ont été tellement impressionnés par sa performance qu'il est possible d'entendre un « wow » sur l'enregistrement de leur surprise en entendant la voix de la choriste, suivi d'un long solo de Richards.

## Postérité
Malgré sa popularité, Gimme Shelter n'est jamais sortie en single. Elle apparait sur de nombreuses compilations, parmi lesquelles Hot Rocks 1964-1971, Forty Licks ou GRRR!. Le critique rock américain Greil Marcus a écrit à propos de cette chanson, dans le magazine Rolling Stone que le groupe « n'avait jamais rien fait de mieux ». En 2021, le magazine américain Rolling Stone classe la chanson en 13e position dans sa liste des « 500 plus grandes chansons de tous les temps ».
Elle est devenue un standard des concerts du groupe à partir de leur tournée américaine de 1969, apparaissant sur les albums live No Security, Live Licks et Bridges to Bremen, ainsi que dans de nombreuses compilations, parmi lesquelles Hot Rocks 1964-1971 ou Forty Licks.
Elle est rapidement devenu un standard des concerts des Stones. Ils l'ont d'abord joué sporadiquement lors de leur tournée américaine de 1969 et elle commence à apparaitre régulièrement sur la setlist du groupe lors de la tournée américaine de 1972. Des versions live du morceau apparaissent sur les albums No Security (1998), Live Licks (2004), Brussels Affair (2011) et Sweet Summer Sun: Hyde Park Live (2013). Un enregistrement de la chanson issue du concert de mai 1995 enregistré au Paradiso (Amsterdam) qui n'apparait pas sur l'album live Stripped (1995) est d'abord utilisé pour le film Casino de Martin Scorsese (1995, voir section Utilisations à l'écran) avant d'être publié sur le single Wild Horses en 1996, puis sur l'album Totally Stripped en 2016 qui est une remise à jour de Stripped qui était initialement sorti en 1995.
Entre 1989 et 2015, la chanteuse qui participe à Gimme Shelter en concert est la choriste Lisa Fischer qui fait partie des musiciens d'accompagnement du groupe en tournée. En 2016, elle est remplacée par Sasha Allen lors de la tournée Latin America Olé.
Lors de leur tournée 50 & Counting en 2012, les Stones ont chanté cette chanson avec Mary J. Blige, Florence Welch et Lady Gaga. Une version avec cette dernière apparait sur l'album live GRRR Live! en 2023.

## Personnel
Crédités:
- Mick Jagger: Chant, harmonica
- Keith Richards: Guitares électriques, chœurs
- Bill Wyman: Basse
- Charlie Watts: Batterie
- Nicky Hopkins: Piano
- Jimmy Miller: Percussions
- Merry Clayton: Chant (créditée comme Mary Clayton)

## Reprises
- La chanteuse Merry Clayton enregistre sa propre version en 1970[10].
- Le groupe Hawkwind reprend Gimme Shelter en duo avec Samantha Fox en 1993 (pour Food Records), puis sans elle sur l'album It Is the Business of the Future to Be Dangerous.
- New Model Army et Tom Jones ont fait une reprise pour Food Records, en 1993, au bénéfice des sans abris Londoniens. La chanson apparait sur la compilation The Definitive Tom Jones 1964-2002.[11]
- Patti Smith sort la chanson en single, en avril 2007, pour son album de reprises Twelve[12].
- Keith Urban et Alicia Keys l'ont interprétée au Live Earth, au Giants Stadium de New York, le 7 juillet 2007.
- Elle apparaît en face B du single My Friends de Stereophonics en décembre 2007.
- Sheryl Crow incorpore des éléments de Gimme Shelter dans sa chanson Gasoline en concert.
- The Sisters of Mercy reprend Gimme Shelter en face B de leur single Temple of Love. Elle sera ensuite publiée, en 1992, sur la compilation Some Girls Wander by Mistake.
- Le groupe Grand Funk Railroad reprend Gimme Shelter sur l'album Survival paru en 1971.
- Le groupe suédois The Hellacopters reprend Gimme Shelter sur l'album Cream of the Crap paru en 2002.
- La chanteuse Ruth Copeland reprend Gimme Shelter sur son premier album Self Portrait, avec George Clinton & Parliament, en 1969.
- Johnny Winter reprend Gimme Shelter dans un medley lors de sa tournée européenne 2011.
- Le groupe de rock/métal américain puddle of mudd fait une reprise sur son album Re:(disc)overed sortie en 2011.
- Paul Brady and the Forest Rangers le reprend pour le final de la saison 2 de la série Sons of Anarchy.
- Shaka Ponk en duo avec Bertrand Cantat la reprennent sur scène à Bercy, le 5 janvier 2013.
- Paolo Nutini a également enregistré sa propre version, mais celle-ci ne figure sur aucun de ses albums[13][source insuffisante].
- U2 interprète cette chanson au 25e anniversaire du Rock and Roll Hall of Fame, le 30 octobre 2009[14][source insuffisante] avec will.i.am, Fergie et Mick Jagger.
- Le groupe Beady Eye a joué cette chanson en rappel sur toute la tournée promotionnelle de son album BE.
- The Underachivers, les rappeurs de New York avec The Proclamation, en 2013.
- Holy Soldier reprend Gimme Shelter dans son album Last Train de 1992.

## Utilisations à l'écran
La chanson figure dans les films suivants : 
- Le Fan, de Tony Scott, sorti en 1996 ;
- Layer Cake de Matthew Vaughn, sorti en 2004 ;
- Blow de Ted Demme, sorti en 2001 ;
- Les Affranchis, Casino (combinée avec une version live) et Les Infiltrés de Martin Scorsese, sortis en 1990, 1995 et 2006 ;
- La version live provenant du concert du Paradiso à Amsterdam en mai 1995 (qui ne paraîtra sur disque qu'en 2016 sur Totally Stripped) est également utilisée dans le film Casino en 1995, combinée avec la version studio ;
- Flight de Robert Zemeckis, sorti en 2012 ;
- Air America de Roger Spottiswoode, sorti en 1990.

Elle figure également dans les séries suivantes : 
- Dexter, saison 2, épisode 5 ;
- Person of Interest, saison 2, épisode 10 ;
- Nip/Tuck, saison 4, épisode 7 ;
- Hawaii 5-0, saison 1, épisode 4 ;
- Entourage, saison 2, épisode 14. ;
- The Royals, saison 1, épisode 1 ;
- The Simpsons, Saison 15, épisode 7[15] ;
- Sons of Anarchy, Saison 2 épisode 13 (Paul Brady et The Forest Ranger).

Elle est également présente dans les trailer de lancement de Call of Duty: Black Ops et du film Le Mans 66.